# 笔竿竹
笔竿竹（学名：Pseudosasa guanxianensis）为禾本科茶秆竹属下的一个种。

## 扩展阅读
- 維基物種上的相關：笔竿竹